# Convento de Santiago (Calera de León)
El convento de Santiago Apóstol es un edificio ubicado en el municipio español de Calera de León, perteneciente a la provincia de Badajoz, comunidad autónoma de Extremadura. Fue construido a caballo de los siglos xv y xvi. Tiene el estatus de bien de interés cultural.

## Historia

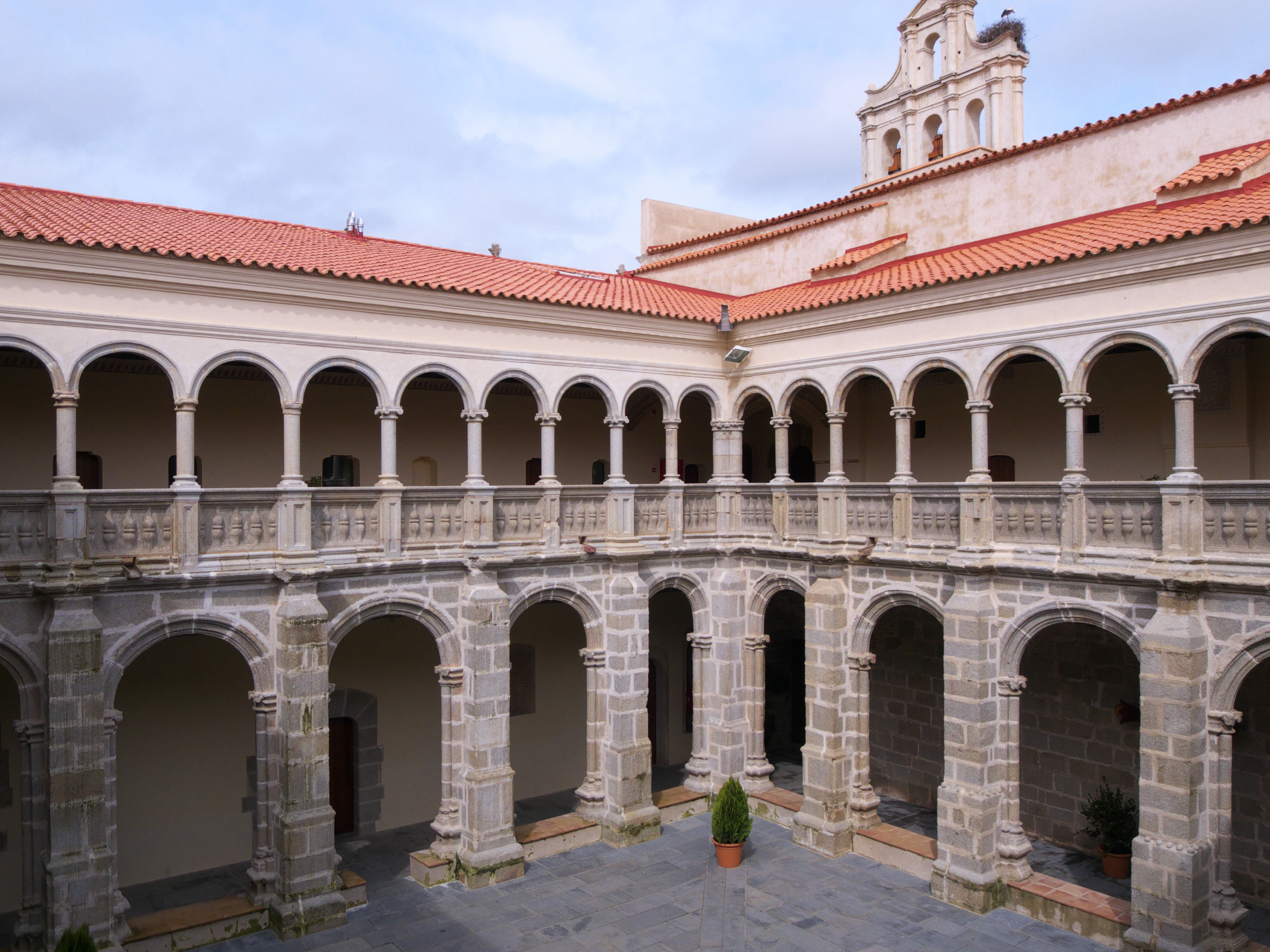
Claustro del Convento de Santiago

A finales del siglo XVI, el Monasterio de Tentudía comenzó a ser inhabitable debido a que resultaba demasiado pequeño para su fama y sufría problemas causados por el frío y la gran cantidad de insectos. Por ello, en 1527 se tomó la decisión de construir un nuevo edificio. La comunidad de religiosos del monasterio exigió como condición que el nuevo edificio se mantuviera en la localidad de Calera de León y que se edificase junto a la iglesia de Santiago que ya existía en la localidad, acto que el vicario Juan Riero ratificó en el Capítulo General de la Orden Militar de Santiago del año 1527.
Tras cuatro meses, se aprobó la orden, y un año después estaban listas las trazas del nuevo edificio. La obras comenzarían en agosto de 1528. El Consejo de la Orden de Santiago dejó la responsabilidad de las obras sobre Juan Riero, aunque unos meses más tarde las mismas se paralizarían con la intención de trasladar el convento junto a la ermita de la Virgen de los Milagros, en la localidad de Bienvenida, a unos 24 km del emplazamiento original. Esto debido a un documento escrito por el caballero de la Orden, Fernán Ruiz, donde recalca las contras de construirlo en Calera. Destaca, en primer lugar, la necesidad de elegir una localización donde poder dar tierras y huertas al convento, y, en segundo lugar, los problemas económicos del concejo de Calera de León, el encargado de costear la iglesia en caso de edificarla en ese municipio. Por tanto, se recomendó el traslado de la construcción a Bienvenida, localidad natal de Juan Riero, responsable de la construcción. Tras ser enviado este documento al rey, el 30 de enero de 1529 Carlos V firmaba en Toledo una orden para iniciar las obras en Bienvenida, comenzando inmediatamente en el lugar y con mayor velocidad de la llevada en Calera (por la inexistencia de problemas económicos). Esto provocó la indignación de los pueblos de la comarca, a los que se sumó el Convento de San Marcos de León, y juntos enviaron una reclamación escrita al Consejo de la Orden el 2 de junio de 1529. Finalmente, el 19 de junio, el Real Consejo, a través de una Real Provisión firmada por la emperatriz Isabel, ordenó a Juan Riero detener las obras en Bienvenida. Años después, en noviembre de 1531, el Consejo de la Orden pide al prior de San Marcos, García de Herrera, ponerse al frente de una comisión que decidiría qué localidad era la mejor para la albergar el convento. Tras varios meses recorriendo ambas localidades, se decidió que Calera era la indicada.
En 1533 se reanudarían las obras en Calera de León, llegando casi finalizadas al 1553. En la segunda mitad del siglo XVI se concluye la construcción del cuerpo de la iglesia, siendo la Capilla Mayor el único elemento que se mantuvo del antiguo templo.
En el Capítulo General 1560-1562, el rey Felipe II ordenó a los religiosos del Convento de San Marcos de León trasladarse al nuevo convento en Calera mientras se edificaba uno nuevo para ellos en Mérida. Estos se negaron, provocando la encarcelación del prior de San Marcos, Juan de Olivares. En 1564 fue nombrado nuevo prior Bernardino de Aller, al que se le ordenó el traslado. De este modo, los religiosos se establecieron en Calera de León hasta 1578, cuando fueron trasladados a Mérida.
A finales del siglo XVIII, el convento se encontraba en un claro abandono. Ya en el siglo XIX se llevó a cabo la desamortización de bienes de la Orden de Santiago, dándose el caso de que nadie mostró interés en el convento y quedando este en manos de habitantes de Calera de León en 1838. En 1930 fue vendido a Antonio Gómez del Castillo, que tenía la intención de desmantelar el edificio y llevárselo a Norteamérica, en una operación en conjunto con Arthur Byne. Las autoridades de la localidad reaccionaron a tiempo comunicando las intenciones a la Comisión de Monumentos y esta al Gobernador Civil de Badajoz, que puso freno al proceso de desmantelamiento. Aquel mismo año, la Dirección General de Bellas Artes solicitó información acerca de la construcción para saber de lo ocurrido y si debía de conservarse.
Por otro lado, el mal estado de conservación del edificio motivó que Antonio Gómez, junto a la certificación de dos arquitectos y el escrito de obreros de Calera, solicitase la demolición del convento para evitar un posible derrumbamiento, lo que llevaría a un cruce de opiniones entre los partidarios de conservarlo y los que querían demolerlo. 
En medio de la situación, el 4 de junio de 1931, la Gaceta de Madrid publicó un decreto que declaraba Tesoro Artístico Nacional a multitud de monumentos, entre ellos el Convento de Calera de León.
En 1932, Antonio Gómez, tras el rechazo institucional al derrumbe, decidiría vender el edificio a Ignacio Martínez, que enviaría a la Dirección General de Bellas artes una propuesta que consistía en derrumbar el monumento pero trasladando las bóvedas góticas a Madrid y cediendo al Estado el resto del claustro, fachada y terrenos del convento que no iban a ser derribados. La Junta del Patronato del Tesoro Artístico Nacional se reuniría para estudiar la propuesta, rechazada por la Comisión Provincial de Monumentos de Badajoz pero aceptada por la Dirección de Bellas Artes. Tras un primer intento fallido, el 13 de febrero de 1933 se concedía el traslado del monumento. Sin embargo, el impedimento de los campesinos provocó que en marzo las bóvedas aún no hubieran podido ser trasladadas. Después de años luchando por la conservación del monumento, en diciembre de 1944 sería expropiado por el Estado.
Mientras tanto, el conventual santiaguista fue reformado en varias ocasiones. En enero de 1935, la Junta Superior del Tesoro Artístico dio 10000 pesetas para las obras de cimbrado y apuntalamiento de las bóvedas. No se volvió a intervenir hasta 1967, cuando se realizaron mejoras para salvar al monumento de la ruina. Hubo más proyectos de recuperación parcial del edificio en los años 1971, 1979 y 1981. Más tarde, en agosto de 2001, se realizó una actuación más seria sobre el Convento por un importe de 400 millones de pesetas. 